# Modern Gallery
La Modern Gallery est une galerie d'art ouverte à New York en 1915 par Marius de Zayas.

## Historique
Le 7 octobre 1915, alors que le marché de l'art français est fermé en raison de la guerre, Marius de Zayas ouvre, comme un prolongement de la 291 de son ami Alfred Stieglitz, une nouvelle galerie au 500 de la cinquième Avenue sous le nom de Modern Gallery dans l'objectif d'aider les artistes des mouvements avant-gardistes et prévoyant un programme d'expositions de peintures d'art moderne, de sculptures d'art nègre, d'art précolombien et de photographies. L'ouverture est annoncée par la revue 291 qu'il vient de fonder avec Stieglitz, Agnes Meyer et Paul Haviland. L'exposition inaugurale présente des peintures et des dessins de Georges Braque, Franck Burty Haviland, de Zayas, Arthur Dove, Francis Picabia, Pablo Picasso, Abraham Walkowitz, des sculptures d'Adolf Wolff, des photographies de Stieglitz et des objets d'art nègre. 
Bien qu'ayant imaginé à l'origine présenter chronologiquement l'évolution de l'art moderne, De Zayas n'a pas de plan préétabli, exposant les œuvres lorsqu'il peut les acquérir, n'édite que rarement un catalogue, estimant qu'elles parlent d'elles-mêmes. Il est malgré tout surpris de voir que les œuvres ne partent pas comme des petits pains (« … pictures were not selling like hot cakes at the Modern Gallery »). Il a pour seuls acheteurs Arthur Bowen Davies et John Quinn puis sur la fin Walter Arensberg. Il n'est pourtant que relativement inquiet de ses piètres qualités de vendeur, assuré du financement apporté par Eugene Meyer. Il annonce par voie de presse l'exposition dès novembre 1915 des œuvres de Vincent van Gogh, Constantin Brancusi, Paul Cézanne et ambitionne de faire venir les peintures de Paul Gauguin alors inaccessibles. 
Les années suivantes voient se succéder dans la galerie les œuvres de Diego Rivera, Honoré Daumier, Constantin Guys, Henri de Toulouse-Lautrec, Marie Laurencin, André Derain, Maurice de Vlaminck, Hélène Perdriat, André Derain, Juan Gris, Gustave Courbet, Édouard Manet, Edgar Degas, Auguste Renoir, Georges Seurat, Henri Matisse, Henri Rousseau, etc..